# 纳姆鲁普
纳姆鲁普（Namrup），是印度阿萨姆邦Dibrugarh县的一个城镇。总人口18921（2001年）。

## 人口
该地2001年总人口18921人，其中男性10142人，女性8779人；0—6岁人口1599人，其中男843人，女756人；识字率86.57%，其中男性为88.28%，女性为84.60%。